# Clint Bolton
Clint Brian Bolton (ur. 22 sierpnia 1975 w Bundabergu) – australijski piłkarz występujący na pozycji bramkarza. Zawodnik klubu Melbourne Heart.

## Kariera klubowa
Bolton seniorską karierę rozpoczynał w 1993 roku w klubie Brisbane Strikers z NSL. W 1997 roku zdobył z nim mistrzostwo NSL. W Brisbane spędził 7 lat. W 2000 roku odszedł do Sydney Olympic, także grającego w NSL. Zadebiutował tam 14 października 2000 roku w wygranym 2:0 ligowym pojedynku z Auckland Kingz. W 2002 roku wywalczył z klubem mistrzostwo NSL, a w 2003 wicemistrzostwo NSL.
W tym samym roku został graczem innego zespołu NSL, Parramatta Power. Pierwszy ligowy mecz zaliczył tam 20 września 2003 roku przeciwko South Melbourne FC (0:0). W Parramacie spędził rok. W 2004 roku, po rozpadzie rozgrywek NSL, odszedł do ekipy Fraser Park. Następnie grał w drużynie APIA Leichhardt Tigers.
W 2005 roku Bolton podpisał kontrakt z zespołem Sydney FC z nowo utworzonej A-League. W tych rozgrywkach zadebiutował 28 sierpnia 2005 roku w zremisowanym 1:1 spotkaniu z Melbourne Victory. W 2006 oraz w 2010 roku zdobył z zespołem mistrzostwo Australii.
W tym samym roku odszedł do Melbourne Heart, także z A-League. Pierwszy ligowy mecz zaliczył tam 5 sierpnia 2010 roku przeciwko Central Coast Mariners (0:1).

## Kariera reprezentacyjna
W reprezentacji Australii Bolton zadebiutował 12 czerwca 2000 roku w zremisowanym 0:0 towarzyskim pojedynku z Paragwajem. W tym samym roku był uczestnikiem Pucharze Narodów Oceanii, którego zwycięzcą została właśnie Australia.
W 2001 roku został powołany do kadry na Puchar Konfederacji. Nie zagrał na nim jednak w żadnym meczu, a Australia zakończyła turniej na 3. miejscu. W latach 2000–2006 w drużynie narodowej Bolton rozegrał w sumie 6 spotkań.